# Eleccions legislatives noruegues de 1903
Les eleccions legislatives noruegues de 1903 se celebraren entre el 6 d'agost i el 16 de setembre de 1903, les darreres com a Unió amb Suècia. El resultat va ser una victòria de l' aliança entre el Partit Conservador, el Partit Liberal Moderat i el Partit de Coalició, que va guanyar 62 dels 117 escons de l'Storting. també van ser les primeres en que el Partit Laborista guanyava escons.

## Resultats
|                      |                        |         |        |          |     |
| Partit               | Partit                 | Vots    | %      | Escons   | +/- |
|                      | Partit Conservador     | 106.042 | 44,81  | 47 / 117 | 16  |
|                      | Partit Liberal Moderat | 106.042 | 44,81  | 10 / 117 | 4   |
|                      | Partit de Coalició     | 106.042 | 44,81  | 5 / 117  | Nou |
|                      | Partit Liberal         | 101.142 | 42,74  | 48 / 117 | 29  |
|                      | Laboristes Demòcrates  | 101.142 | 42,74  | 2 / 117  | 2   |
|                      | Partit Laborista       | 22.948  | 9,70   | 5 / 117  | 5   |
|                      | Altres                 | 6.509   | 2,75   | 0 / 117  | -   |
| Total                | Total                  | 236.641 | 100.00 | 117      | 3   |
| Vots vàlids          | Vots vàlids            | 236.641 | 98,39  |          |     |
| Vots en blanc / nuls | Vots en blanc / nuls   | 3.862   | 1.61   |          |     |
| Total de vots        | Total de vots          | 240.503 | 100.00 |          |     |
| Electors inscrits    | Electors inscrits      | 433.273 | 55,51  |          |     |